# Partikel i låda

Lådan som partikeln befinner sig i, i en dimension. V(x) är potentialen, som är 0 i lådan och oändlig utanför, x är positionen.

Klassisk bild, där partikeln studsar fram och tillbaka mellan två väggar.

De tre första vågfunktionerna för en potential som är konstant mellan 0 och L och oändlig utanför.

Täthetsfunktioner för de tre första energierna

Partikel i låda är en förhållandevis enkel kvantmekanisk modell som används för att illustrera grundläggande kvantmekaniska egenskaper. Den kan beskrivas i godtyckligt antal dimensioner, men det enklaste fallet är en dimension. I en dimension består modellen av en partikel som rör sig längs x-axeln. Mellan x=0 och x=L är potentialen V(x)=0, medan den är oändlig utanför denna "låda". Där potentialen är oändlig är sannolikheten för att finna partikeln 0, så partikeln måste befinna sig mellan x=0 och x=L. 

## Klassiskt beteende
Klassiskt studsar partikeln fram och tillbaka mellan dessa två vändpunkter, med hastighet +v och -v. Sannolikheten att påträffa partikeln är oberoende av positionen mellan väggarna. Klassiskt kan partikelns kinetiska energi ha vilket värde som helst, även noll. 

## Kvantmekanisk lösning
Men när lådan är smal är de klassiska lagarna inte längre en bra approximation. Om man vet partikelns läge med en osäkerhet Δx, säger Heisenbergs obestämbarhetsrelation att partikeln måste ha rörelsemängd p och -p större än noll.  
Den tidsoberoende Schrödingerekvationen, som beskriver det kvantmekaniska systemet är:
{\displaystyle -{\frac {\hbar ^{2}}{2m}}{\frac {\mathrm {d} ^{2}\psi (x)}{\mathrm {d} x^{2}}}+V(x)=E\psi (x)\quad }
där
{\displaystyle \hbar } är Plancks reducerade konstant
{\displaystyle m\,} är partikelns massa
{\displaystyle \psi \left(x\right)\,} är den komplexvärda stationära tidsoberoende vågfunktionen som beskriver partikeln, och som vi vill hitta
{\displaystyle E\,} är systemets energi, som är ett reellt tal.
Med potentialen för en partikel i låda:
{\displaystyle V(x)={\begin{cases}0,&0<x<L\\\infty ,&x<0\,\,{\text{och}}\,\,x>L\end{cases}}}
reduceras detta till
{\displaystyle -{\frac {\hbar ^{2}}{2m}}{\frac {\mathrm {d} ^{2}\psi (x)}{\mathrm {d} x^{2}}}=E\psi (x)\quad }
mellan väggarna {\displaystyle 0<x<L}.
När man löser denna differentialekvation och utnyttjar de randvillkor som ges av potentialen, d.v.s. att vågfunktionen ska vara noll på randen ({\displaystyle x=0} och {\displaystyle x=L}), och att partikeln måste befinna sig någonstans får man ut vågfunktionerna och energierna
{\displaystyle \psi _{n}(x)={\sqrt {\frac {2}{L}}}\sin \left({\frac {n\pi x}{L}}\right)\quad }
{\displaystyle E_{n}={\frac {n^{2}\hbar ^{2}\pi ^{2}}{2mL^{2}}}={\frac {n^{2}h^{2}}{8mL^{2}}}\quad }
där n är ett positivt heltal. Trots att modellen är så enkel har den grundläggande kvantmekaniska egenskaper som åtskilda (diskreta) energinivåer (eftersom n måste vara heltal kan inte E vara vilket tal som helst) och en nollpunktsenergi som inte är 0 (n får inte vara mindre än 1, och n=1 ger E>0). 

### Flerdimensionell låda

Vågfunktionen i en tvådimensionell låda med n_{x}=4 och n_{y}=4

För en tvådimensionell låda kan partikeln röra sig fritt i {\displaystyle x} och {\displaystyle y}-led, mellan sidorna med längderna {\displaystyle L_{x}} och {\displaystyle L_{y}}.
För en låda med ena hörnet i origo, kan det visas att vågfunktionerna för position {\displaystyle \psi _{n_{x},n_{y}}} och energierna {\displaystyle E_{n_{x},n_{y}}} kan skrivas som en produkt respektive en summa av det endimensionella fallet 
{\displaystyle \psi _{n_{x},n_{y}}=\psi _{n_{x}}(x,L_{x})\psi _{n_{y}}(y,L_{y})},
{\displaystyle E_{n_{x},n_{y}}=E_{n_{x}}+E_{n_{y}}={\frac {\hbar ^{2}k_{n_{x},n_{y}}^{2}}{2m}}={\frac {\hbar ^{2}\pi ^{2}}{2m}}\left({\frac {n_{x}^{2}}{L_{x}^{2}}}+{\frac {n_{y}^{2}}{L_{y}^{2}}}\right)},
där den tvådimensionella vågvektorn ges av
{\displaystyle \mathbf {k} _{n_{x},n_{y}}=k_{n_{x}}\mathbf {\hat {x}} +k_{n_{y}}\mathbf {\hat {y}} ={\frac {n_{x}\pi }{L_{x}}}\mathbf {\hat {x}} +{\frac {n_{y}\pi }{L_{y}}}\mathbf {\hat {y}} }.
För en tredimensionell låda är lösningen
{\displaystyle \psi _{n_{x},n_{y},n_{z}}=\psi _{n_{x}}(x,L_{x})\psi _{n_{y}}(y,L_{y})\psi _{n_{z}}(z,L_{z})},
{\displaystyle E_{n_{x},n_{y},n_{z}}=E_{n_{x}}+E_{n_{y}}+E_{n_{z}}={\frac {\hbar ^{2}k_{n_{x},n_{y},n_{z}}^{2}}{2m}}},
där den tredimensionella vågvektorn ges av
{\displaystyle \mathbf {k} _{n_{x},n_{y},n_{z}}=k_{n_{x}}\mathbf {\hat {x}} +k_{n_{y}}\mathbf {\hat {y}} +k_{n_{z}}\mathbf {\hat {z}} ={\frac {n_{x}\pi }{L_{x}}}\mathbf {\hat {x}} +{\frac {n_{y}\pi }{L_{y}}}\mathbf {\hat {y}} +{\frac {n_{z}\pi }{L_{z}}}\mathbf {\hat {z}} }.
För en allmän n-dimensionell låda, är lösningen
{\displaystyle \psi =\prod _{i}\psi _{n_{i}}(x_{i},L_{i})}
Ett intressant specialfall är när två eller flera sidor på lådan är lika, t. ex. {\displaystyle L_{x}=L_{y}}. Det finns då flera vågfunktioner som motsvarar samma energi. Till exempel har vågfunktionen med {\displaystyle n_{x}=2,n_{y}=1} samma energi som vågfunktionen med {\displaystyle n_{x}=1,n_{y}=2}. Systemet har då degenererade energinivåer som härrör från symmetrin i systemet. I ovanstående exempel är systemet rotationssymmetriskt med en rotation på  90°.

## Stationära tillstånd
Vågfunktionen har sedan Max Born tolkats som att |ψ(x)|² ger sannolikheten att hitta partikeln nära x. För den tidsoberoende Schrödingerekvationens egentillstånd är dessa täthetsfunktioner konstanta i tid, eftersom den tidsberoende Schrödingerekvationen bara ger en fasfaktor {\displaystyle E_{n}t/\hbar }.
Dessa stationära tillstånd har för {\displaystyle n>1} noder där vågfunktionen är 0 inuti lådan, vilket innebär att sannolikheten för att partikeln befinner sig just där är 0, trots att den kan befinna sig på båda sidor om noden.

## Icke-stationära tillstånd

Täthetsfunktion för en superposition av lika delar och

Linjära kombinationer av egentillstånden är också lösningar av Schrödingerekvationen. Men eftersom komponenterna har olika egenenergier, roterar deras faser med olika hastighet så att summan inte har konstant amplitud. Täthetsfördelningen är därför inte konstant i tid. 
Om vågfunktionen är en summa äv två egentillstånd med energier Em och En, oscillerar täthetsfunktionen med en frekvens Em-En/h. Om partikeln har en elektrisk laddning, avger den elektromagnetisk strålning med denna frekvens, som har en fotonenergi motsvarande energiskillnaden mellan tillstånden.